# Articolotre
Articolotre è stata una trasmissione televisiva condotta da Maria Luisa Busi in onda su Rai 3 dal 15 ottobre al 5 novembre 2010. Il programma prese il posto della storica trasmissione Mi manda Raitre, andata in onda per vent'anni sulla terza rete Rai.
La trasmissione, voluta dall'allora direttore di Rai 3 Antonio Di Bella, pose all'attenzione dei telespettatori le ingiustizie e i torti subiti dai cittadini. Fin dal suo debutto il programma non incontrò però i favori del pubblico: lo share delle prime quattro puntate fu, in media, di poco superiore al 4%.
Dopo un'attenta valutazione dei dati d'ascolto, l'8 novembre la Direzione Generale Rai, d'intesa con il direttore di rete, ritenne opportuno sospenderne la programmazione. I film trasmessi in sostituzione nelle due settimane successive alla sospensione (The Manchurian Candidate, K-19) racimolarono approssimativamente un punto in più di share rispetto alla puntata del 5 novembre (5.01%).